# Boogie (TV-spel)
Boogie är ett musikspel till plattformarna Nintendo DS, Playstation 2 och Nintendo Wii som är utvecklat av EA Montreal och distribuerat av Electronic Arts år 2007.